# نلوی تیافاک
نلوی تیافاک (انگلیسی: Nelvie Tiafack؛ زادهٔ ۳ ژانویهٔ ۱۹۹۹) بوکسور کامرونی‌تبار اهل آلمان است.
وی در مسابقات کشوری و بین‌المللی در مجموع برندهٔ ۱ مدال برنز شده است.